# Gorm Boje Jensen
Gorm Boje Jensen (født 14. oktober 1944 i Glostrup) er en dansk læge. 
Jensen er uddannet cand.med. fra Københavns Universitet i 1970, blev speciallæge i intern medicin og kardiologi i 1980 og i 1983 dr.med.
I 1985 fik Jensen en stilling som overlæge på Kardiologisk Klinik, Hvidovre Hospital.
Syddansk Universitet udnævnte ham til professor i kardiologi i 2011.
Jensen var blandt initiativtagerne i 1975 til en epidemiologiske befolkningsundersøgelse, — den såkaldte Østerbroundersøgelse.
I 2010 blev han forskningschef for Hjerteforeningen.
I 1992 blev han formand for Lægemiddelregistreringsnævnet og han har deltaget i lægemiddelreguleringen på europæisk niveau.
Dansk Selskab for Intern Medicin tildelte Jensen Hagedorn Prisen i 2008.
Derudover har han modtaget Hjertelægernes Forskningspris i 1991 og Dansk Cardiologisk Selskabs Forskningspris i 1998.
Gorm Boje Jensen er ud af Jensen-familien fra Farsø.
Hans farfar er forfatteren Johannes V. Jensen.